# 玛格达莱娜·安德松
埃娃·瑪格達萊娜·安德松（瑞典語：Eva Magdalena Andersson，發音：[eːva maɡdalena andɛʂɔn]；1967年1月23日—），瑞典社會民主黨女性政治家、经济学家、曾任瑞典首相。2021年11月4日開始擔任瑞典社会民主黨領袖。同年11月24日瑞典國會選出安德松為首相，使她成為瑞典第一位女性首相。原預定於11月26日就職，但隨後瑞典議會通過反對派所提出的預算案而導致綠色環境黨退出聯合政府，使原先執政的紅綠政治聯盟因而破裂，促使僅當選首相7個小時後安德松尚未正式就任便先辭職。
2021年11月29日，瑞典議會再度批准由安德松出任首相來領導僅由社會民主黨組成的少數派政府，從而正式結束瑞典作為北歐國家中唯一一個從未有過女性政府首腦的國家的历史。

## 早年境況

### 童年時代
瑪格達萊娜·安德松是約蘭與比吉塔·安德松夫婦的獨生女。父親約蘭·安德松（Göran Andersson）是烏普薩拉大學的統計學講師；母親比吉塔·安德松（Birgitta Andersson）的婚前姓氏為格魯內爾（Grunell），是一名教師。
在青少年時代，安德松還是一名精英級別的游泳選手。

### 求學時代
高中期間，瑪格達萊娜·安德松在烏普薩爾教會學校學習社會科學並以優異成績畢業，儘管該校同屆只有一個班級。
高中畢業後，安德松搬家至斯德哥爾摩並在斯德哥爾摩經濟學院學習。她於1992年畢業，獲得經濟學碩士學位。1992年至1995年期間，她原本在斯德哥爾摩經濟學院繼續攻讀經濟學博士學位但提前結束了學業。1994年秋，她在維也納高等研究院學習。1995年春，她就讀於哈佛學院。
安德松於1983年在她的中學第一年加入社會民主青年聯盟。1987年，她當選為社會民主青年聯盟烏普薩拉地區的主席。

## 政治生涯

### 顧問及公務員時期
完成經濟學學業後，瑪格達萊娜·安德松於1996年至1998年期間獲得了一份在首相辦公室的工作，她擔任了時任瑞典首相約蘭·佩爾松的政治顧問；並隨後於1998年至2004年擔任規劃總監。
此後，她在瑞典公務員隊伍中度過了一段時間，2004年至2006年擔任財政部國務秘書；然後在2007年至2009年成為當時反對黨領袖莫娜·薩林的政治顧問。安德松為薩林擔任政治顧問到2012年，直至她被政府提名為瑞典稅務局局長。
而她在2014年大選前被社會民主黨提名為黨內議員候選人之一時，辭去了局長一職。

### 財政大臣時期

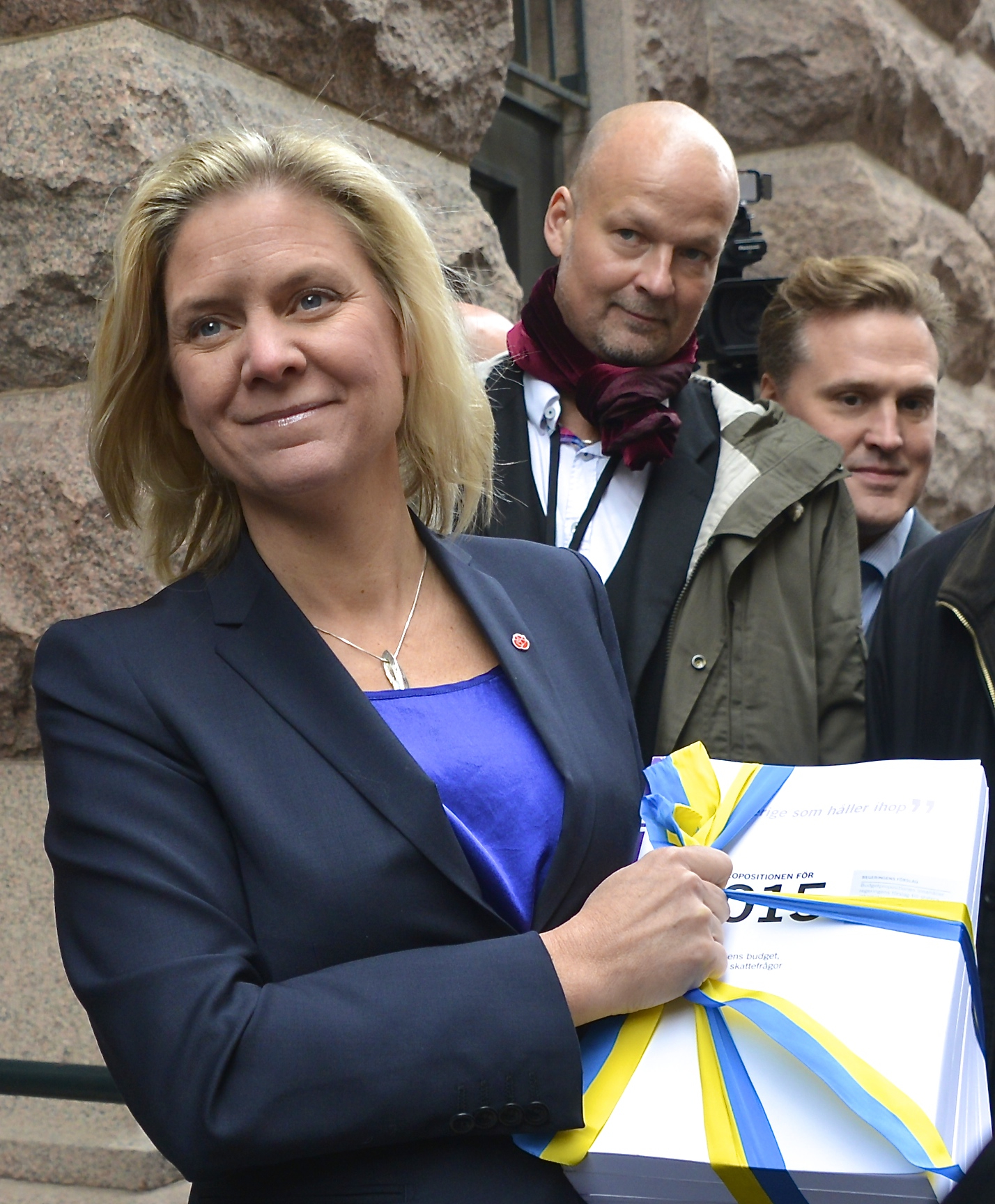
安德松公佈她的首份政府預算
（攝於2014年10月23日瑞典議會外）

在社會民主黨贏得2014年瑞典大選後，瑪格達萊娜·安德松也成為了瑞典議會的議員；同時她還被新任首相斯特凡·勒文任命為內閣財政部長。
作為社會民主黨與綠色環境黨當時結成政治聯盟的談判結果，雖然安德松作為部長對財政部負有全面責任，但來自綠色環境黨的佩爾·博隆德卻被任命為金融市場部部長以負責監督金融市場和保護消費者利益。
而在勒文贏得2018年瑞典大選後，安德松再度被任命為財政部長。
2020年，瑪格達萊娜·安德松被國際貨幣基金組織理事會的主要政策咨詢機構——國際貨幣與金融委員會（International Monetary and Financial Committee）的成員選舉為該委員會主席，任期三年。她是最近十幾年裡再次當選該委員會主席的首位歐洲人，更是該職位設立以來的首個女性當選者。
2021年8月，時任社會民主黨主席的斯特凡·勒文宣佈將在同年11月召開的社會民主黨全國代表大會上辭去黨主席一職。而安德松很快就被許多人認為是接替勒文的最佳人選；9月29日，社會民主黨提名委員會宣布瑪格達萊娜·安德松在全國大會前被選為候任領導人；如果瑞典議會接受這一任命，安德松將成為領導人和瑞典第一位女首相。

### 社會民主黨主席時期
瑪格達萊娜·安德松於2021年11月4日當選瑞典社會民主黨主席，成為該黨繼莫娜·薩林之後的第二位女性領袖。
2021年11月10日，現任瑞典首相的斯特凡·勒文正式辭職。作為2021年瑞典政府組建的一部分，瑞典議會議長於11月11日與所有政黨領導人舉行了會談。隨後任命安德松組建政府，並給了她一周的時間。
11月23日，安德松宣布已與左翼黨達成協議，在即將舉行的首相投票中支持她。由於中間黨在此前已同意支持她，安德松獲得了成為瑞典下一任首相所需數量的議員支持。

### 首相生涯
2021年11月24日，瑪格達萊娜·安德松通過瑞典議會的投票而成為瑞典新一屆首相。根據她當選時的情況，她將於2021年11月26日正式上任。雖然在投票時沒有獲得過半數的“同意”票，但由於棄權票較多而導致反對票沒有成為多數票，所以安德松的首相任命得以涉險過關。這是瑞典自1921年實施普選之後的首位女性政府首腦。

#### 辭去首相
但是在安德松當選首相幾個小時後，她所提出的政府預算案被議會否決；相反，反對黨聯盟的預算案卻獲得了通過。由於反對黨聯盟所提出的預算案是在瑞典民主黨的支持下起草的，綠色環境黨宣佈退出聯合政府而不再必須在聯盟下參與執政，這導致了安德松辭職。這是基於瑞典政壇的一個慣例，即當某個政黨宣佈退出聯合政府時，時任首相應宣佈辭職。但隨後她即通知議長安德烈亞斯·諾倫，她有興趣領導由社會民主黨組建的一黨政府，而在11月24日投票支持她的政黨（中間黨、左翼黨和綠色環境黨）都表示將在11月29日的再次投票中繼續支持她。

#### 再次当选

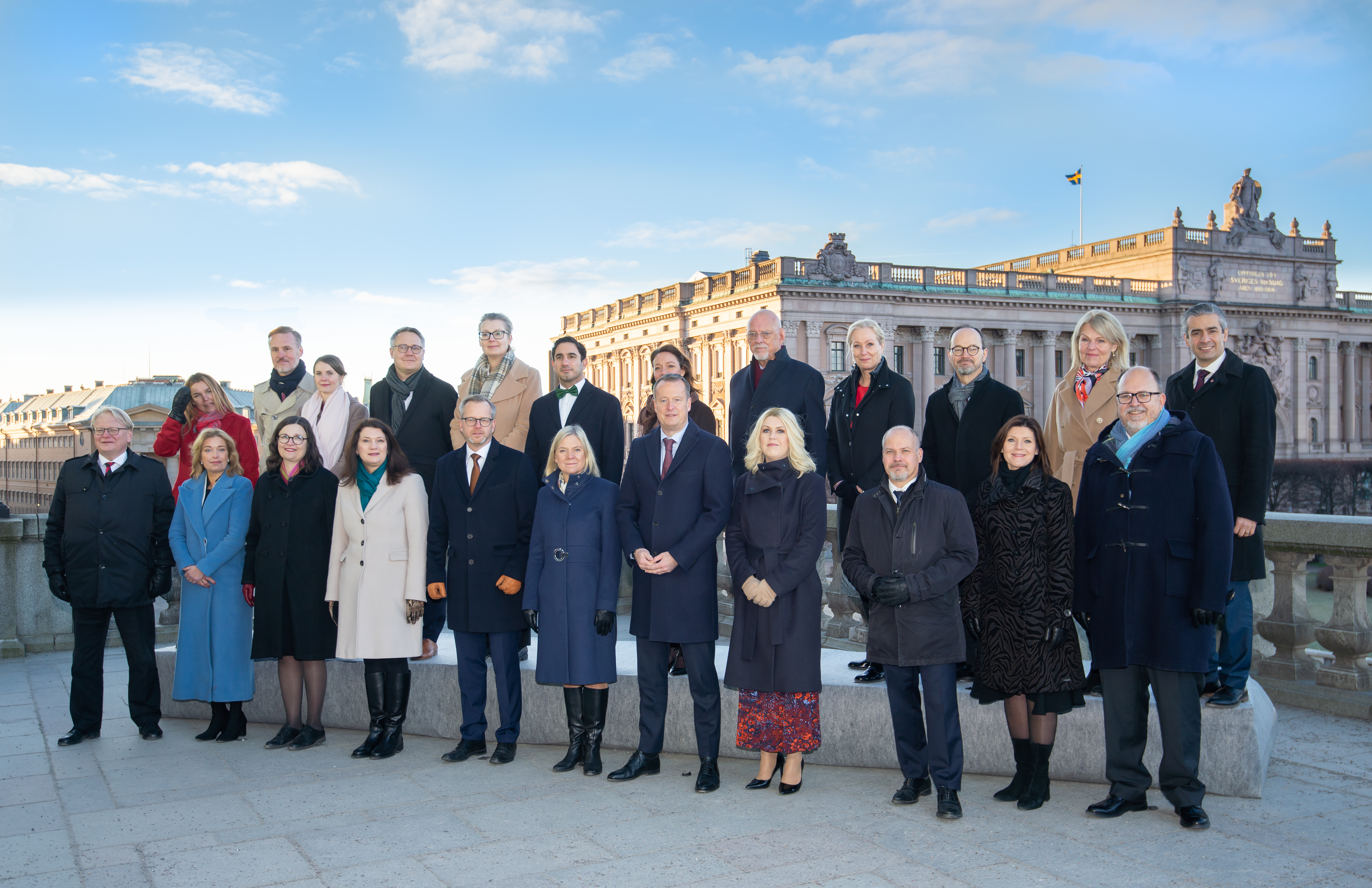
新內閣合照

当地时间2021年11月29日，瑞典议会经过表决，再次批准安德松为瑞典首相，其将于当地时间11月30日正式就任。自此，北欧五国除挪威外，其余四国（丹麦、瑞典、冰岛、芬兰）当下的政府首脑均为女性担任，而一个月前刚刚卸任的挪威前任首相埃尔娜·索尔贝格也是一名女性。
2022年9月，社民黨在2022年瑞典大选中有議席進帳，但左翼政黨整體失利，安德松遂辭去首相。她继续领导过渡政府至新政府成立，並繼續領導社民黨。

## 其他職業
- 亞洲基礎設施投資銀行理事會當然理事[41]
- 欧洲復興開發银行理事會當然理事[42]
- 歐洲投資銀行理事會當然理事[43]
- 世界銀行集團多邊投資擔保機構理事會當然理事[44]
- 北歐投資銀行理事會當然理事[45]
- 世界銀行理事會當然理事[46]
- 政策網絡（英语：Policy Network）董事會成員（2005年－2009年）[47]

## 個人生活
1997年，瑪格達萊娜·安德松與斯德哥爾摩經濟學院經濟學教授里卡德·弗里貝里結婚；他們在婚後育有兩個孩子。
安德松和她的丈夫都熱衷於戶外活動，因此他們經常去遠足、划皮划艇和登山。